# Burlington (Washington)
Burlington je grad u američkoj saveznoj državi Washington. Prema popisu stanovništva iz 2010. u njemu je živjelo 8.388 stanovnika.